# تمساح ۲: جهش
تمساح ۲: جهش (انگلیسی: Alligator II: The Mutation) فیلمی در ژانر علمی–تخیلی به کارگردانی جان هس است که در سال ۱۹۹۱ منتشر شد.

## بازیگران
- جوزف بولونیا
- دی والاس
- ریچارد لینچ
- استیو ریلزبک
- کین هادر
- بیل دیلی
- براک پیترس